# Forotik község
Forotik község (románul: Comuna Forotic) község Krassó-Szörény megyében, Romániában. Központja Forotik, beosztott falvai Bársonyfalva, Komornok, Nagyszurduk.

## Népessége
A 2011-es népszámlálás adatai alapján a község népessége 1708 fő volt.